# 176. strelska divizija (ZSSR)
176. strelska divizija (izvirno rusko 176. стрелковая дивизия; kratica 176. SD) je bila strelska divizija Rdeče armade v času druge svetovne vojne.

## Zgodovina
Divizija je bila ustanovljena aprila 1941 in oktobra 1943 so jo preoblikovali v 129. gardno strelsko divizijo. Ponovno je bila ustanovljena marca 1944 s preoblikovanjem 65. in 80. pomorske strelske brigade.